# Teresa Mota
 (janvier 2022).
Si vous disposez d'ouvrages ou d'articles de référence ou si vous connaissez des sites web de qualité traitant du thème abordé ici, merci de compléter l'article en donnant les références utiles à sa vérifiabilité et en les liant à la section « Notes et références ».
Pour les articles homonymes, voir Mota.
Teresa Mota, née le 30 juillet 1940 à Tomar (Portugal) et morte le 1er janvier 2022 à Paris (France), est une actrice portugaise.

## Biographie
Elle est principalement connue pour son interprétation dans les films Raça d'Augusto Fraga en 1961, Meus Amigos d'António da Cunha Telles en 1974, ainsi que dans la série Histórias Simples da Gente Cá do Meu Bairro en 1961.
De son mariage au metteur en scène Richard Demarcy (1942-2018), elle est la mère d'Emmanuel Demarcy-Mota (né en 1970), directeur du Théâtre de la Ville et du Festival d'automne.

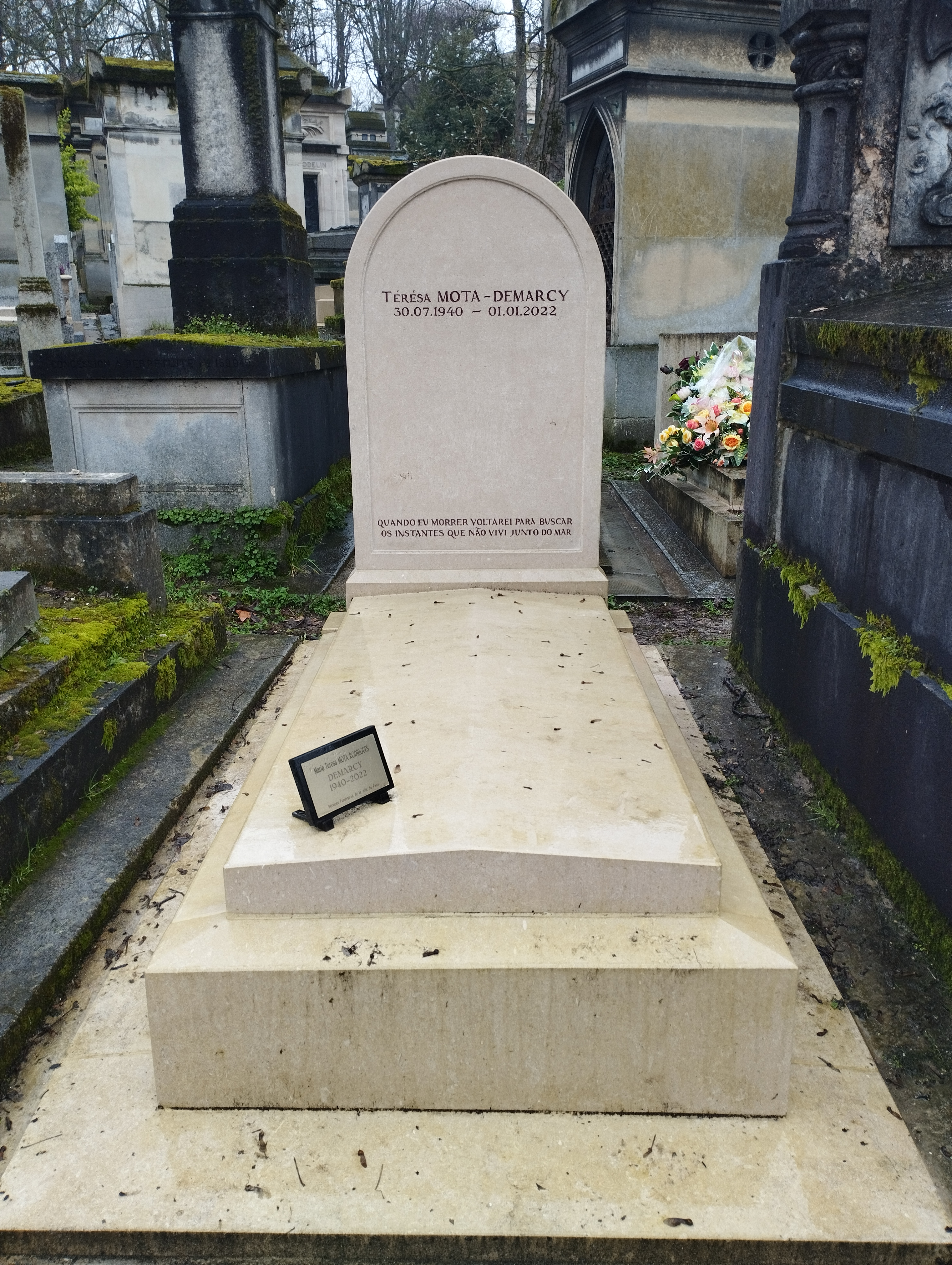
Tombe de Teresa Mota au cimetière du Père-Lachaise (division 57).

Elle meurt à l'âge de 81 ans le 1er janvier 2022 à Paris des suites d'un cancer du poumon, et est inhumée au cimetière du Père-Lachaise (division 57).